# Daiquirí (gruppo musicale)
I Daiquirí sono un gruppo musicale venezuelano che ha fuso i ritmi della musica tropicale con la dance pop degli anni ottanta.

## Storia
I Daiquirí furono fondati nel 1981 a Caracas, in Venezuela sotto la guida di Alberto Slezynger, che era già stato membro del gruppo fusion di musica rock e latina Sietecuero, insieme ai fratelli Evio e Yordano Di Marzo. La maggior parte degli altri membri apparteneva al gruppo di musicisti venezuelani che negli anni settanta si recarono a di Boston, negli Stati Uniti, per studiare musica al Berklee College of Music, o che avevano già una carriera riconosciuta come turnisti nell'industria discografica venezuelana. Molti di loro insegnavano all'accademia CeProMusic, diretta dal musicista e compositore venezuelano Pablo Schneider.
Il genere di questo gruppo è la musica latina tropicale, con alcune variazioni sul tradizionale suono ballabile dell'epoca, come l'inclusione della chitarra elettrica e della batteria, e la sostituzione della sezione tradizionale degli ottoni con i sintetizzatori (tra cui il suono del pianoforte elettrico CP-70, l'organo elettronico e l'uso intensivo dei suoni FM dello Yamaha DX-7, di cui furono pionieri in Venezuela insieme a Ilan Chester, a partire dal loro secondo album La Casa del Ritmo). Il loro sound molto particolare gli è valso il riconoscimento di Ritmo Daiquirí o Sonido Daiquirí, come distinzione dal resto degli esponenti dei generi latino-caraibici.
I Daiquirí vennero lanciati sul mercato grazie a una campagna mediatica brillante e di grande successo, ed ottennero il successo definitivo con il singolo promozionale Puro Deseo de Amar nel 1983, il cui video è considerato come il primo videoclip prodotto e ambientato in Venezuela.
Nelle prime ore del 1º gennaio 1988, dopo una festa in una discoteca di Caracas, il bassista Danilo Aponte morì in un incidente stradale. Aponte, all'epoca, era impegnato, accanto ai Daiquirí, in un progetto parallelo con altri due musicisti della band (Silvano Monasterios e Gustavo Calle), chiamato Le Cardiú Jazz Trío.
Dopo la morte di Aponte, i Daiquirí decisero di continuare, reclutando Rafael "Rafucho" Figliolo come bassista del gruppo. Questo coincise con il cambio di etichetta discografica, da Sonográfica (il gruppo discografico ufficiale della casa di produzione Fonotalento fino alla sua scomparsa) al gruppo discografico rivale Sono-Rodven, sotto l'etichetta EMI-Rodven.
Negli anni novanta il frontman, Alberto Slezynger, si trasferì a Miami negli Stati Uniti e nel 1996 fondò Personal Music, una società dedicata alla composizione di materiale musicale, alla registrazione, alla produzione e al sound-design, di cui è tuttora dirigente e amministratore delegato. Il resto dei musicisti della band ha continuato a lavorare come esecutori e produttori per molti altri artisti.
Nel 2004, Alberto Slezynger, musicista principale e mente creativa dei Daiquirí, ha organizzato una serie di concerti a Miami, eseguendo classici come Puro deseo de amar, Chamito Candela, Agua que no has de beber", Un día en el béisbol (Cervecero), Morir de amor, Caso perdido e Caribe soy.
Lo stesso Slezynger è stato invitato a maggio 2004 al Festival dei Caraibi e dell'America Latina di Istanbul, in Turchia, accompagnato da sette musicisti che non facevano parte del gruppo originale.
Dal 2009 si esibiscono in tutta l'America Latina. Nel 2015 hanno pubblicato l'album Esa Morena, che è stato nominato per un Latin Grammy. Delle dodici canzoni dell'album, sei sono nuove e le altre sei sono vecchi successi, ma con arrangiamenti diversi.

## Formazione
- Alberto Slezynger: voce, tastiere e percussioni
- Manolo Álvarez (fino al 2016): voce, cori
- Silvano Monasterios: pianoforte e tastiere
- Pedro Vilela: chitarra
- Danilo Aponte (fino al 1987): basso
- Carlos "Nene" Quintero: percussioni
- Gerardo López: voce, cori, percussioni
- Gustavo Calle: percussioni

## Discografia

### Album in studio
- Daiquirí (1983)
- La Casa Del Ritmo (1984)
- La Noche (1985)
- Mi Tumbao (1987)
- Daiquirí 5 (1989)
- Caribeña (1994)
- Esa Morena (2015)

### Raccolte
- Lo Mejor De Daiquirí (1998)
- CD Colección (1999)
- Solo Exitos (2001)
- Caribe Soy (2001)
- La Historia (2004)
- Lo Máximo 16 Grandes Exitos (2004)
- Hits (2005)